# 島根県立看護短期大学
島根県立看護短期大学（しまねけんりつかんごたんきだいがく、英語: Shimane Nursing College）は、島根県出雲市西林木町151番地に本部を置いていた日本の公立大学である。1995年に設置され、2009年に廃止された。大学の略称は看短。

## 概観

### 大学全体
- 島根県出雲市に所在した日本の公立短期大学で、設置主体は島根県のち公立大学法人島根県立大学。
- 看護系1学科80名体制で1995年に開学。1998年に2専攻からなる専攻科を置く。
- 2006年度の入学生を最後に[注 1]、2010年に当短期大学の名称は消滅した[2]。

### 建学の精神（校訓・理念・学是）
- 島根県立看護短期大学における建学の理念は「人間愛・看護職の責務の探求・開かれた大学」となっていた[3]。

### 教育および研究
- 島根県立看護短期大学には看護学科が設置されており、自らの判断で行動できる主体性やリーダーシップをもった看護師を養成することがねらいとされてきている。看護に関する専門科目のほか、一般教育科目として「島根の自然、風土、歴史」・「環日本海諸国の歴史」など他の看護系短大･大学には類のないユニークな科目もあった[4]。

### 学風および特色[5]
- 島根県立看護短期大学における教育の目的は「幅広い教養」・「看護ニーズに対応」・「高齢者看護」となっている。
- 地域における人々の健康や福祉の向上を寄与するため、専門職として多様で深い知識･確かな技術･的確な判断力さらに豊かな人間性を身につけるべく質の高い教育を行うことが必要と判断されたことにより設置された。

## 沿革
- 1951年
  - 5月23日 出雲市今市町に島根県立看護学院[注 2]が設立される[6]。
- 1953年 島根県立高等看護学院に昇格（3年課程）。
- 1954年 島根県立保健婦専門学院設立（昭和59年3月31日廃止）。
- 1957年 島根県立中央病院附属高等看護学院に名称変更。
- 1967年 島根県立高等看護学院に名称変更。
- 1974年 島根県立出雲高等看護学院に名称変更。
- 1982年 島根県立総合看護学院に名称変更（助産学科新設）。
- 1984年 島根県立保健婦専門学院を吸収し、設置学科を保健学科、助産学科、看護学科とする。
- 1992年
  - 2月18日 出雲市において看護短大設置に向けた整備基本方針が発表される[7]。
- 1994年
  - 12月21日 左記を以て文部省[注 3]より短期大学の設置が認可される[8]。
- 1995年
  - 4月1日 島根県立看護短期大学が以下の学科体制にて開学する[9]。
    - 看護学科を置く[注 5]
- 1998年
  - 4月1日 専攻科を以下の通りの専攻で設置[11]。島根県立高等看護学院廃止。
    - 地域看護学専攻
    - 助産学専攻
- 2006年
  - 4月1日 独自の短期大学としての募集が最後となる[注釈 1]。
- 2010年
  - 9月16日 左記を以て正式に廃止認可される[2]。

## 基礎データ

### 所在地
- 島根県出雲市西林木町151番地

### 当時の交通アクセス
- 一畑電鉄北松江線大社線川跡駅下車。

## 教育および研究

### 組織

#### 学科[注釈 2]
- 看護学科 入学定員80

#### 専攻科[注釈 2]
- 地域看護学専攻 入学定員30
- 助産学専攻 入学定員15

#### 別科
- なし

##### 取得資格について
- 以下の受験資格が得られた。
  - 看護師：看護学科
  - 保健師：地域看護学科専攻
  - 助産師：助産学専攻

##### 研究
- 『島根県立看護短期大学紀要』[13]

## 学生生活

### 部活動・クラブ活動・サークル活動
- 島根県立看護短期大学のクラブ活動[14]
  - 体育系：テニス・バレーボール・剣道・馬術・陸上競技・バスケットボールほか
  - 文化系：軽音楽・茶道・手話・情報・ボランティア・陶芸・琴・合唱ほか

### 学園祭
- 島根県立看護短期大学の学園祭は、「つわぶき祭」と呼ばれ2008年度で14回目となっている。

## 施設

### キャンパス
- キャンパス内には「あかね雲」と呼ばれるモニュメントがある。これは、「優しさと思いやり」のシンボルとされている。

### 寮
- 島根県立看護短期大学の寮は、学内の円筒型の建物がそれにあたる[15]。

## 対外関係

### 他大学との協定

#### アメリカ
- シアトル大学
- ワナチ・バレー大学

### 系列校
- 島根県立大学

## 社会との関わり
- 地域社会への貢献として、公開講座が実施されている。

## 卒業後の進路について

### 編入学･進学実績[16]
- 看護学科：島根医科大学・愛媛県立医療技術短期大学専攻科ほか
- 専攻科：広島国際大学ほか